# Patrick Christian Moreau
 (mars 2016).
Si vous disposez d'ouvrages ou d'articles de référence ou si vous connaissez des sites web de qualité traitant du thème abordé ici, merci de compléter l'article en donnant les références utiles à sa vérifiabilité et en les liant à la section « Notes et références ».
Patrick Christian Moreau, né le 6 novembre 1951 à Wetzlar, est un historien et politologue français, spécialiste[réf. nécessaire] des extrémismes en Europe et de l'histoire des pays de langue allemande.

## Biographie
Après des études de philosophie et d´histoire à l'université Paris IV Sorbonne et Paris X Nanterre, il a rédigé sous la direction de Jacques Droz un doctorat intitulé : La communauté de Combat Nationale-Socialiste Révolutionnaire et le Front Noir. Action et Idéologie en Allemagne, Autriche et Tchécoslovaquie 1930/1935. Cette thèse a partiellement été publiée sous le titre : Nationalsozialismus von links (Le nazisme de gauche).
Après des études de sciences politiques à la Fondation nationale des sciences politiques, il a publié un doctorat d´État sous la direction d'Alfred Grosser : Le Parti National-Démocrate d'Allemagne dans la vie politique de la R.F.A.: études organisationnelle, sociologique et électorale d'une formation de l'opposition nationale 1964-1976. Cette thèse a été partiellement republiée et refondue dans l´ouvrage : Les héritiers du IIIe Reich. L’extrême droite allemande de 1945 à nos jours.
Ancien boursier de la Fondation Alexandre Von Humboldt et de la Fondation de la recherche allemande (Deutsche Forschungsgemeinschaft), Membre de plein droit et expert entre 1994 et 1998 de la Commission d´enquête du Bundestag Überwindung der Folgen der SED-Diktatur, de 1985, il est chargé d´enseignement et chercheur au CNRS.

## Publications
Il est l'auteur d´articles, de livres, de contributions audio-visuelles et sur la toile. Ses champs de recherche sont la Révolution conservatrice et le nazisme ; les extrêmes-droites européennes, le communisme et le postcommunisme en Europe, les droites conservatrices des pays de langue allemande, l'altermondialisme, la République démocratique allemande, la République fédérale d'Allemagne et l'Autriche.

### Sur le national-socialisme et laRévolution Conservatrice
- (de) Nationalsozialismus von links (Le nazisme de gauche), Deutsche Verlagsanstalt, Munich 1984, 260 p.   (ISBN 3-421-06198-X).

### Sur les extrêmes droites et les nationalismes après 1945
- Les héritiers du IIIe Reich. L’extrême droite allemande de 1945 à nos jours, Seuil, Paris 1994, 509 p. .  (ISBN 2-02-017772-2)
- (de) (avec Uwe Backes) Die extreme Rechte in Deutschland. Geschichte - gegenwärtige Gefahren - Ursachen - Gegenmaßnahmen (L’extrême droite en Allemagne- danger actuel, causes - contre-mesures), Akademischer Verlag, Munich 1993, 281 p. .  (ISBN 3-929115-30-1)
- (avec Pierre Blaise), Extrême droite et national-populisme en Europe de l'Ouest, Centre de recherche et d´information socio-politiques (crisp), Bruxelles, 2004, 584 p. .  (ISBN 2-87075090-0)
- (en) (avec Uwe Backes), The Extreme Right in Europe. Current Trends and Perspectives, Schriften des Hannah-Arendt-Instituts, vol. 46, Vandenhoeck&Rupecht, Göttingen 2012, 660 p. .  (ISBN 978-3-525-36922-7)
- (avec Uwe Backes, Pascal Hintermeyer), Extrémisme et violence, Revue des sciences sociales, Université de Strasbourg, no 46, 2011, 216 p. .  (ISSN 1623-6572)
- De Jörg Haider à Heinz-Christian Strache. L´extrême droite autrichienne à l´assaut du pouvoir, Cerf politique, Paris 2012, 636 p. .  (ISBN 978-2-204-09670-6)
- L´Autriche des populistes, Fondapol, Paris, 2016
- Autriche : virage à droite, Fondapol, Paris, 2017
- L'autre Allemagne : Le réveil de l´extrême droite, Paris, Vendémiaires, 2017, 295 p. (ISBN 978-2-36358-291-1).

### Sur le communisme ouest-allemand, la RDA, la Stasi, le SED, le PDS, le Linkspartei.PDS, le Linkspartei, la WASG, Die Linke, les extrêmes-gauches, le terrorisme, analyse comparative des communismes contemporains
- (de) Die PDS - Anatomie einer postkommunistischen Partei (Le PDS. Anatomie d’un parti postcommuniste), Schriftenreihe Extremismus und Demokratie, Bouvier Verlag, Bonn 1992, 465 p. .  (ISBN 3-416-02371-4)
- (de) (avec Viola Neu), Die PDS zwischen Linkextremismus und Linkspopulismus, Interne Studien der Konrad Adenauer Stiftung, no 76/1994, Bonn 1994, 106 p. .  (ISBN 3-930163-31-4)
- (de) Was will die PDS?, Report Ullstein, Berlin 1994, 233 p. .  (ISBN 3-548-36638-4)
- (de) (avec Jürgen Lang) Die Autonomen (Les autonomes), Thüringisches Innenministerium, Erfurt 1995, 30 p. .
- (de) (avec Jürgen Lang) PDS. Das Erbe der Diktatur, Politische Studien der Hanns-Seidel Stiftung, Munich, Sonderdruck 1/1994, 166 p. .  (ISBN 3-928561-33-2)
- (de) (avec Jürgen P. Lang, Viola Neu), Auferstanden aus Ruinen...? Die PDS nach dem Super-Wahljahr 1994, Interne Studien der Konrad-Adenauer-Stiftung, no 111/1995, 220 p.   (ISBN 3-930163-79-9) (OCLC 35081019)
- (de) (avec Jürgen P. Lang) Linksextremismus. Eine unterschätzte Gefahr, Bouvier Verlag, Bonn 1996, 482 p.   (ISBN 3-416-02543-1)
- (de) (avec Marc Lazar, Gerhard Hirscher), Kommunismus in Westeuropa, Olzog Verlag 1998, 664 p.   (ISBN 3-7892-9319-9)
- (de) (avec Hermann Gleumes, Gerhard Hirscher, Peter Maser, Manfred Wilke), Die PDS: Profil einer antidemokratischen Partei, Hanns-Seidel-Stiftung, Sonderausgabe Politische Studien, Munich 1998, 359 p. .  (ISBN 3-928561-75-8)
- (de) (avec les membres de la Commission d’Enquête), Schlußbericht der Enquete-Kommission Überwindung der Folgen der SED-Diktatur im Prozeß der deutschen Einheit, Bonn, Drucksache 13/11000, juin 1998, 335 p. .
- (de) (avec Rita Schorpp-Grabiak), Man muss so radikal sein wie die Wirklichkeit – Die PDS eine Bestandaufnahme, Nomos Verlag, Baden-Baden, 2002, 350 p.   (ISBN 3-7890-7929-4)
- (de) (avec Rita Schorpp-Grabiak, Henrik Eberle, Jost Vielhaber) Politische Positionierung der PDS – Wandel oder Kontinuität?, Sonderausgabe der Politische Studien, ATWERB-Verlag, Munich 2002, 317 p.   (ISBN 3-928561-95-2)
- (en) (avec Uwe Backes), Communist and Post-Communist Parties in Europe, Göttingen, Vandenhoeck&Rupecht 2008, 610 p. .  (ISSN 0337-9434)

### Sur l'antieuropéanisme
- (en) Patrick Moreau & Birte Wassenberg (Ed.), European Integration and new Anti-Europeanism, volume 1 : The 2014 European Election and the Rise of Euroscepticism in Western Europe, Franz Steiner Verlag, Stuttgart 2016,  (ISBN 978-3-515-11253-6)
- (en) Patrick Moreau & Birte Wassenberg (Ed.), European Integration and new Anti-Europeanism, volume 2) : The 2014 European Election and new Anti-European Forces in southern, northern and eastern Europe, Franz Steiner Verlag, Stuttgart 2016  (ISBN 978-3-515-11455-4)
- (en) Patrick Moreau & Birte Wassenberg (Ed.), European Integration and new Anti-Europeanism, volume 3  : Perception of External States on European Integration, Franz Steiner Verlag, Stuttgart 2018  (ISBN 978-3-515-11252-9)

### Vulgarisation
- (de) (avec Gisela Müller-Brandeck-Bocquet), Frankreich. Eine politische Landeskunde, Leske+Budrich, Opladen 2000, 172 p. .  (ISBN 3-8100-2937-8)